# Platyceratops
Platyceratops ("plochá rohatá tvář") byl rod malého rohatého dinosaura (ceratopse), který žil v období svrchní křídy (geologické stupně santon až kampán), asi před 86 až 72 miliony let. Vyskytoval se na území dnešního Mongolska (poušť Gobi). Fosilie tohoto býložravého dinosaura byly formálně popsány v roce 2003 ruským paleontologem V. R. Alifanovem. Místem objevu je proslulé údolí Nemegt.

## Popis
Od ostatních bagaceratopidů se lišil zejména relativně větší lebkou. Typový a jediný známý druh nese jméno P. tatarinovi. Může však jít pouze o dalšího jedince bagaceratopse s poněkud větší lebkou. Vědecká platnost tohoto taxonu je proto v současné době nejistá.